# 大縄場
大縄場（おおなわば）は、岐阜県岐阜市の町名。現行行政地名は大縄場3丁目から8丁目。郵便番号は500-8889（集配局:岐阜中央郵便局）。

## 地理
岐阜市中央部に位置し、東は万年町・大柳町・西野町、北は青柳町に接する。
当初は1丁目から8丁目で構成されていたが、1丁目と2丁目は県立岐阜高等学校の敷地の一部となったため使用されていない。6丁目の大部分と7丁目は大縄場大橋に接続するループ部分で占めている。

### 河川
- 長良川

## 世帯数と人口
2024年（令和6年）4月1日現在の世帯数と人口は以下の通りである。なお、3丁目と6丁目の人口と世帯数は秘匿されている。
| 町丁        | 世帯数 | 人口 |
| ----------- | ------ | ---- |
| 大縄場3丁目 | -世帯  | -人  |
| 大縄場4丁目 | 24世帯 | 44人 |
| 大縄場5丁目 | 19世帯 | 47人 |
| 大縄場6丁目 | -世帯  | -人  |
| 大縄場7丁目 | 0世帯  | 0人  |
| 大縄場8丁目 | 8世帯  | 16人 |

## 学区
市立小・中学校に通う場合、学区は以下の通りとなる。
| 地域 | 小学校             | 中学校                 |
| ---- | ------------------ | ---------------------- |
| 全域 | 岐阜市立明郷小学校 | 岐阜市立岐阜中央中学校 |

## 歴史

### 沿革
- 昭和初期に、長良川上流工事に伴い堤内地から堤外地となったことにより新設されたとされる（成立日不詳）[6][3]。
- 1940年（昭和15年）2月1日 - 大柳町・青柳町・万年町の各一部を編入[6][3]。

## 施設
- 岐阜県立岐阜高等学校
- 大縄場テニスコート
- 大縄場大橋公園
- 大縄場公園

## 交通
- 岐阜県道53号岐阜関ケ原線
  - 大縄場大橋